# Rostislav Čada
Rostislav Čada (Brno, 31 maggio 1954) è un allenatore di hockey su ghiaccio ed ex hockeista su ghiaccio ceco, fino al 1992 cecoslovacco.

## Carriera

### Giocatore
Di ruolo attaccante, Rostislav Čada militò nel campionato cecoslovacco nella squadra della propria città, l'HC Kometa Brno, oltre a due stagioni trascorse con il Dukla Jihlava. Si ritirò a soli 29 anni di età dopo aver vestito le maglie di squadre minori quali l'HC Vyskov e l'HC Zdar nad Sazavou.

### Allenatore
Dopo aver allenato per alcune stagioni il settore giovanile della Kometa Brno alla fine degli anni 1980 Čada si trasferì in Svizzera, dove dal 1990 al 1995 allenò in Prima Lega l'HC Ascona. Nelle due stagioni successive fu scelto come allenatore della formazione Under-20 dell'HC Ambrì-Piotta, diventando nel 1997 assistente allenatore. Dopo i successi europei Čada assunse il comando della squadra per la stagione 2001-2002.
Fece ritorno in Repubblica Ceca dove guidò le panchine dell'HC Plzeň 1929 e della Kometa Brno. Dopo una stagione come allenatore della formazione U20 dei Kloten Flyers nel 2006 assunse per alcuni mesi la guida dell'HC Slovan Bratislava per poi tornare alla Kometa Brno. Conclusa la stagione 2007-08 alla guida dell'HC Košice Rostislav Čada nel mese di dicembre fu richiamato dall'HC Ambrì-Piotta subentrando a John Harrington fino alla conclusione della stagione 2008-2009.
Dal 2009 al 2011 guidò il Košice conquistando per due stagioni consecutive il titolo della Extraliga slovacca. I successi ottenuti in Slovacchia valsero a Rostislav Čada per la stagione 2011-2012 la guida della panchina dell'Avangard Omsk, formazione russa della Kontinental Hockey League. Con l'Omsk giunse fino alla finale della Coppa Gagarin, dove fu sconfitto a Gara-7 dall'OHK Dinamo.
Per la stagione successiva Čada rimase in KHL ma alla guida dell'HC Slovan Bratislava, squadra all'esordio nella massima lega di hockey russa.

## Palmarès

### Allenatore

#### Club
- Extraliga: 2

Kosice: 2009-2010, 2010-2011